# Henrik Bengtsson
Henrik Bengtsson (* 9. Oktober 1973) ist ein schwedischer Badmintonspieler. 

## Karriere
Henrik Bengtsson war in Schweden mehrfach bei den Nachwuchsmeisterschaften erfolgreich. Bei den Erwachsenen siegte er 1995 bei den Austrian International sowie 1998 bei den Norwegian International und den Polish International. 2002 wurde er in der deutschen Bundesliga Mannschaftsvizemeister.

## Sportliche Erfolge
| Saison    | Veranstaltung                     | Disziplin    | Platz | Name |
| --------- | --------------------------------- | ------------ | ----- | --- |
| 1986/1987 | Schweden: Einzelmeisterschaft U15 | Herreneinzel | 1     | Henrik Bengtsson (Askim RK) |
| 1988/1989 | Schweden: Einzelmeisterschaft U17 | Herreneinzel | 1     | Henrik Bengtsson (Askim RK) |
| 1989/1990 | Schweden: Einzelmeisterschaft U19 | Herreneinzel | 1     | Henrik Bengtsson (Askim BC) |
| 1989/1990 | Schweden: Einzelmeisterschaft U19 | Herrendoppel | 1     | Henrik Bengtsson / Claes Uddemar (Askim BC / Wätterstad) |
| 1989/1990 | Schweden: Einzelmeisterschaft U17 | Herrendoppel | 1     | Henrik Bengtsson / Claes Uddemar (Askim BC / Wätterstad) |
| 1990/1991 | Schweden: Einzelmeisterschaft U19 | Herreneinzel | 1     | Henrik Bengtsson (Askim BC) |
| 1990/1991 | Schweden: Einzelmeisterschaft U19 | Herrendoppel | 1     | Henrik Bengtsson / Claes Uddemar (Askim BC / Wätterstad) |
| 1991/1992 | Schweden: Einzelmeisterschaft U22 | Herreneinzel | 1     | Henrik Bengtsson (GBK) |
| 1991/1992 | Schweden: Einzelmeisterschaft U19 | Herreneinzel | 1     | Henrik Bengtsson (GBK) |
| 1992      | Nordische Juniorenmeisterschaften | Herreneinzel | 1     | Henrik Bengtsson |
| 1992/1993 | Schweden: Einzelmeisterschaft U22 | Herreneinzel | 1     | Henrik Bengtsson (Askim BC) |
| 1993      | Irish Open                        | Herreneinzel | 3     | Henrik Bengtsson |
| 1995      | Austrian International            | Herreneinzel | 1     | Henrik Bengtsson |
| 1998      | Norwegian International           | Herreneinzel | 1     | Henrik Bengtsson |
| 1998      | Polish International              | Herreneinzel | 2     | Henrik Bengtsson |
| 2001/2002 | Deutsche Mannschaftsmeisterschaft | Mannschaft   | 2     | VfB Friedrichshafen (Henrik Bengtsson, Tomas Johansson, Ingo Kindervater, Lars Paaske, Michael Pongratz, Björn Siegemund, Peter Weinert, Rasmus Wengberg, Xu Huaiwen, Bettina Mayer, Nicol Pitro, Claudia Vogelgsang) |